# Mistrzostwa Świata w Maratonie MTB 2006
4. Mistrzostwa Świata w Maratonie MTB – zawody sportowe, które odbyły się 13 sierpnia 2006 roku we francuskim Oisans.

## Szczegóły
| Medal | Zawodnik            | Narodowość | Czas      |
| ----- | ------------------- | ---------- | --------- |
|       | Ralph Näf           | Szwajcaria | 4:13:57 h |
|       | Héctor Páez         | Kolumbia   | + 0:53 m  |
|       | Roel Paulissen      | Belgia     | + 7:06 m  |
| 4     | Massimo de Bertolis | Włochy     | + 8:20 m  |
| 5     | Johann Pallhuber    | Włochy     | + 8:21 m  |
| 6     | Thomas Frischknecht | Szwajcaria | + 8:37 m  |
| 7     | Bart Brentjens      | Holandia   | + 9:01 m  |
| 8     | Andreas Kugler      | Szwajcaria | + 9:07 m  |
| 9     | Thomas Dietsch      | Francja    | + 9:09 m  |
| 10    | Alban Lakata        | Austria    | + 11:16 m |

| Medal | Zawodnik               | Narodowość | Czas      |
| ----- | ---------------------- | ---------- | --------- |
|       | Gunn-Rita Dahle        | Norwegia   | 4:25:29 h |
|       | Petra Henzi            | Szwajcaria | + 8:08 m  |
|       | Elsbeth van Rooij-Vink | Holandia   | + 14:57 m |
| 4     | Dolores Rupp           | Szwajcaria | + 16:22 m |
| 5     | Pia Sundstedt          | Finlandia  | + 19:58 m |
| 6     | Daniela Louis          | Szwajcaria | + 21:51 m |
| 7     | Esther Süss            | Szwajcaria | + 28:29 m |
| 8     | Andrea Kuster          | Szwajcaria | + 29:51 m |
| 9     | Blaža Klemenčič        | Słowenia   | + 30:52 m |
| 10    | Eva Hubená             | Czechy     | + 32:39 m |

## Tabela medalowa
| Miejsce | Państwo    |   |   |   |   |
| ------- | ---------- | - | - | - | - |
| 1.      | Szwajcaria | 1 | 1 | 0 | 2 |
| 2.      | Norwegia   | 1 | 0 | 0 | 1 |
| 3.      | Kolumbia   | 0 | 1 | 0 | 1 |
| 4.      | Belgia     | 0 | 0 | 1 | 1 |
|         | Holandia   | 0 | 0 | 1 | 1 |